# Arbitragegericht

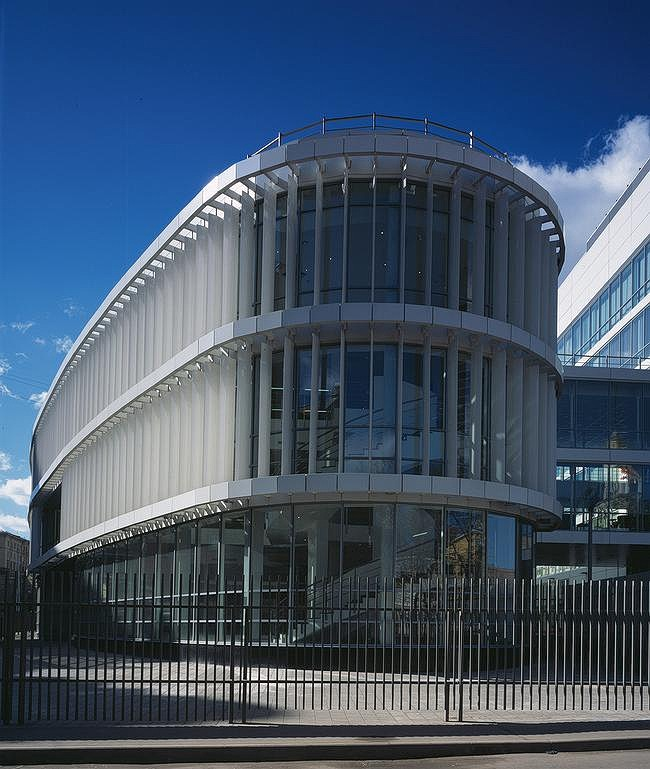
Föderales Wirtschaftsgericht des Moskauer Bezirks

Ein Arbitragegericht (russisch Арбитражный суд; von franz. arbitrage, von lat. arbitratus „Gutdünken, freie Wahl, freies Ermessen“) ist im russischen Rechtsraum ein Gericht zur Entscheidung von Wirtschaftsstreitigkeiten und lässt sich am ehesten als Wirtschaftsgericht übersetzen.

## Russland
Das höchste Gerichtsorgan Russlands zur Entscheidung von Wirtschaftsstreitigkeiten war laut Verfassung der Russischen Föderation, Kapitel 7, Artikel 127 das Oberste Arbitragegericht, welches die Aufsicht über die untergeordneten Arbitragegerichte führte. Die Richter des Obersten Arbitragegerichts wurden vom Föderationsrat auf Vorschlag des Präsidenten ernannt. 2014 wurde das Oberste Arbitragegericht aufgelöst; seine Zuständigkeit ging auf das Oberste Gericht über.
Darunter bestehen die Arbitragegerichte der 10 Föderationskreise, 21 Arbitrage-Appellationsgerichte, die erstinstanzlichen Arbitragegerichte der Föderationssubjekte sowie seit 2013 ein spezielles Arbitragegericht für Immaterialgüterrechte.
Rechtsgrundlage bilden das Arbitragegerichtsgesetz von 1995 und die Arbitragegerichtsprozessordnung von 2002.

## Geschichte
Die staatliche Wirtschaftsarbitrage (Staatsarbitrage) stammt aus Zeiten des realexistierenden Sozialismus, als die überwiegende Zahl der Wirtschaftsbetriebe in Gemeineigentum stand. Aus Praktikabilitätsgründen wurden Streitigkeiten, die zwischen Staatsbetrieben entstanden, nicht vor der Zivilgerichtsbarkeit, sondern vor einer Schiedsgerichtsbarkeit ausgetragen. Diese anfänglich noch im rechtsfreien Raum agierende Schiedsgerichtsbarkeit wurde mit der Zeit rechtsförmiger und erhielt 1977 in der Sowjetunion Verfassungsrang (Artikel 163). Erst gegen Ende der Sowjetunion wurde der Begriff Arbitragegericht gebraucht; nur Jugoslawien kannte bereits 1954 Wirtschaftsgerichte (Privredni sudovi).
Das Institut der staatlichen Wirtschaftsarbitrage gab es in nahezu allen ehemals kommunistischen Staaten (Sowjetunion: Государственный арбитраж; Polen: Państwowy arbitraż gospodarczy; Tschechoslowakei: Hospodářská arbitráž; Ungarn: Gazdasági döntőbizottság; Rumänien: Arbitrajul de stat; Bulgarien: Държавен арбитраж; Kuba: Arbitraje estatal; Mongolei: Улсын арбитрын газар; Nordkorea: 국가중재제도; Vietnam: Trọng tài kinh tế Nhà nước; China: 经济合同仲裁机关). In der DDR bestand das Staatliche Vertragsgericht.
Bezeichnungen in den einzelnen Unionsrepubliken der UdSSR:
- Russische SFSR: государственный арбитраж (Art. 175 der Verfassung von 1978) → арбитражный суд
- Belarussische SSR: дзяржаўны арбітраж (Art. 162) → гаспадарчы суд
- Ukrainische SSR: державний арбітраж (Art. 161) → господарський суд
- Moldauische SSR: арбитражул де стат (Art. 162)
- Estnische SSR: riiklik arbitraaž (Art. 162)[9]
- Lettische SSR: valsts arbitrāža (Art. 163)
- Litauische SSR: valstybės arbitražas (Art. 161)
- Georgische SSR: სახელმწიფო არბიტრაჟი (sachelmzipo arbitraschi, Art. 175)
- Armenische SSR: պետական արբիտրաժը (petakan arbitrasche, Art. 161)
- Aserbaidschanische SSR: дөвләт арбитраж (Art. 175) → inzibati-iqtisadi məhkəməsi
- Turkmenische SSR: дөвлет арбатраж (Art. 163) → arbitraž kazyýeti
- Usbekische SSR: давлат арбитражи (Art. 174) → туманлараро иқтисодий суди
- Kasachische SSR: мемлекеттік арбитраж (Art. 163) → мамандандырылған ауданаралық экономикалық соты
- Kirgisische SSR: мамлекеттик арбитраж (Art. 163) → экономикалык иштер боюнча район аралык соту
- Tadschikische SSR: арбитражи давлатӣ (Art. 164) → суди иқтисодӣ

Die Staatsarbitrage ist abzugrenzen einerseits von der internationalen Handelsschiedsgerichtsbarkeit bei den Außenhandelskammern und andererseits von der Verwaltungs- oder Ressortarbitrage (russisch ведомственный арбитраж).